# Eva Ibbotson
Eva Ibbotson, pseudonimo di Maria Charlotte Michelle Wiesner (Vienna, 21 gennaio 1925 – Newcastle upon Tyne, 20 ottobre 2010), è stata una scrittrice britannica di origine austriaca.

## Biografia
Nata a Vienna nel 1925, con l'avvento del nazismo la sua famiglia fuggì a Londra. Avrebbe voluto diventare fisiologa, ma non sopportava di dover fare esperimenti sugli animali, così divenne scrittrice. Morì il 20 ottobre 2010 a Newcastle.

## Premi
- Con Trappola sul fiume Mare, ha vinto il Nestlé Gold Award
- Con La stella di Kazan, ha vinto il Nestlé Silver Award

## Opere
- L'orco di Montorto
- Un cane e il suo bambino
- La contessa segreta
- La stella di Kazan
- Trappola sul Fiume-Mare
- Streghe stregate
- Fantasmi in riserva
- Fantasmi salvamucche
- Fantasmi sotto sfratto
- Fantasmi da asporto
- Passaggio segreto al binario 13
- Le zie improbabili
- Il mostro che disse mamma
- Miss Strega